# Rio Crasna (Tisza)
O Rio Crasna (Tisza) é um rio da Romênia, afluente do Tisza, localizado no distrito de Romênia: Sălaj e Satu Mare; Hungria: Szabolcs-Szatmár-Bereg.